# Centro Internacional de Investigación, Conservación y Restauración de Chavín
El Centro Internacional de Investigación, Conservación y Restauración (CIICR) del Museo Nacional Chavín es un organismo del Ministerio de Cultura responsable del desarrollo de la investigación científica para el estudio, conservación y puesta en valor del monumento Chavín de Huántar y de la colección del Museo Nacional Chavin. El CIICR también desarrolla estudios a nivel del medio ambiente y del paisaje cultural de Chavín, con la finalidad de proponer acciones que contrarresten la eventualidad de riesgos geológicos sobre el sitio y para entender la cultura Chavin y el período Formativo en general, en el contexto de su territorio.

## Historia
El Centro Internacional de Investigación, Conservación y Restauración (CIICR) fue concebido como parte del Proyecto de Inversión Pública (PIP) N° 15792 del Museo Nacional Chavín. Este PIP fue formulado en el 2005, y en el 2006 fue aprobada su factibilidad. La construcción de las instalaciones del Museo Nacional Chavín empezaron en el 2007, mientras las del CIICR recién en el 2015.
La idea de conformar un centro de investigación para Chavín de Huántar se cristalizó gracias a una serie de donaciones del Fondo General Contravalor Perú - Japón en el marco del Contrato de Financiamiento y Adendas suscritas con el Ministerio de Cultura en relación con el Proyecto “Construcción y equipamiento del Centro Internacional de Investigación, Conservación y Restauración y Museografía del Museo Nacional Chavín”. Así como gracias a una contraparte del Estado Peruano en forma de Inversión Pública.
En el Plan de Manejo de Chavín de Huantar, elaborado en el año 2013, se propuso la creación del Centro Internacional de Investigación, Conservación y Restauración (CIICR), concebido como órgano técnico, gestor y ejecutor del referido plan maestro. Así, dicho organismo sería la entidad encargada de canalizar las acciones de investigación, conservación y puesta en uso social, tanto de las colecciones del Museo Nacional de Chavín, las intervenciones en el Monumento Arqueológico Chavín de Huantar, su paisaje cultural, así como de la administración del Plan de Manejo de Chavín.

## Visión
El CIICR se propone ser el primer centro de investigación científico del patrimonio arqueológico peruano, con presencia de un equipo multidisciplinario del Perú y del mundo, dando aportes para cerrar brechas en el conocimiento científico y tecnológico del patrimonio cultural, particularmente de Chavín de Huantar, y ayudando a superar la pobreza de su entorno.